# Agora (revistă)
Agora, „revistă alternativă de cultură”, este o revistă în limba română înființată în anul 1987 în Statele Unite, sub conducerea lui Dorin Tudoran.
Din colectivul de redacție mai făceau parte Mihai Botez (redactor-șef adjunct), Paul Goma, Michael Radu și Vladimir Tismăneanu (redactori).
Din colegiul de redacție mai făceau parte nume grele ale intelectualității est-europene aflate în exil (Eugène Ionesco, Matei Călinescu, Ioan Petre Culianu, Milovan Djilas, François Fejtö, Victor Frunză, Virgil Ierunca, Virgil Nemoianu), dar și politologi occidentali precum Alain Besançon, André Glucksmann, Jean-François Revel.